# Opel Corsa

## Története
Az Opel Corsa egy kiskategóriás autó, amelyet a német Opel autógyár készít a Németországi Rüsselsheimben. A gyár az első modellt 1982-ben mutatta be. Akkor a kisautó igen modern járműnek számított, a piacon is sikere volt. A német gyár a 90-es években látta, hogy újításra van szükség, ezért 1993-ban megjelent a második típus. 2000-től ezt is leváltották egy formásabb modellre, ez már klimatizált volt, habár 1995-ben is lehetett kapni klímás Corsákat. 2006-tól 2015-ig a negyedik, (Corsa D) 2015-től 2019-ig az ötödik, (Corsa E) onnantól pedig a jelenlegi, hatodik generációt (Corsa F) forgalmazzák.

## Corsa A (1982–1993)
A Corsa A az első generáció. Németországban 1982-től 1993-ig volt a piacon.

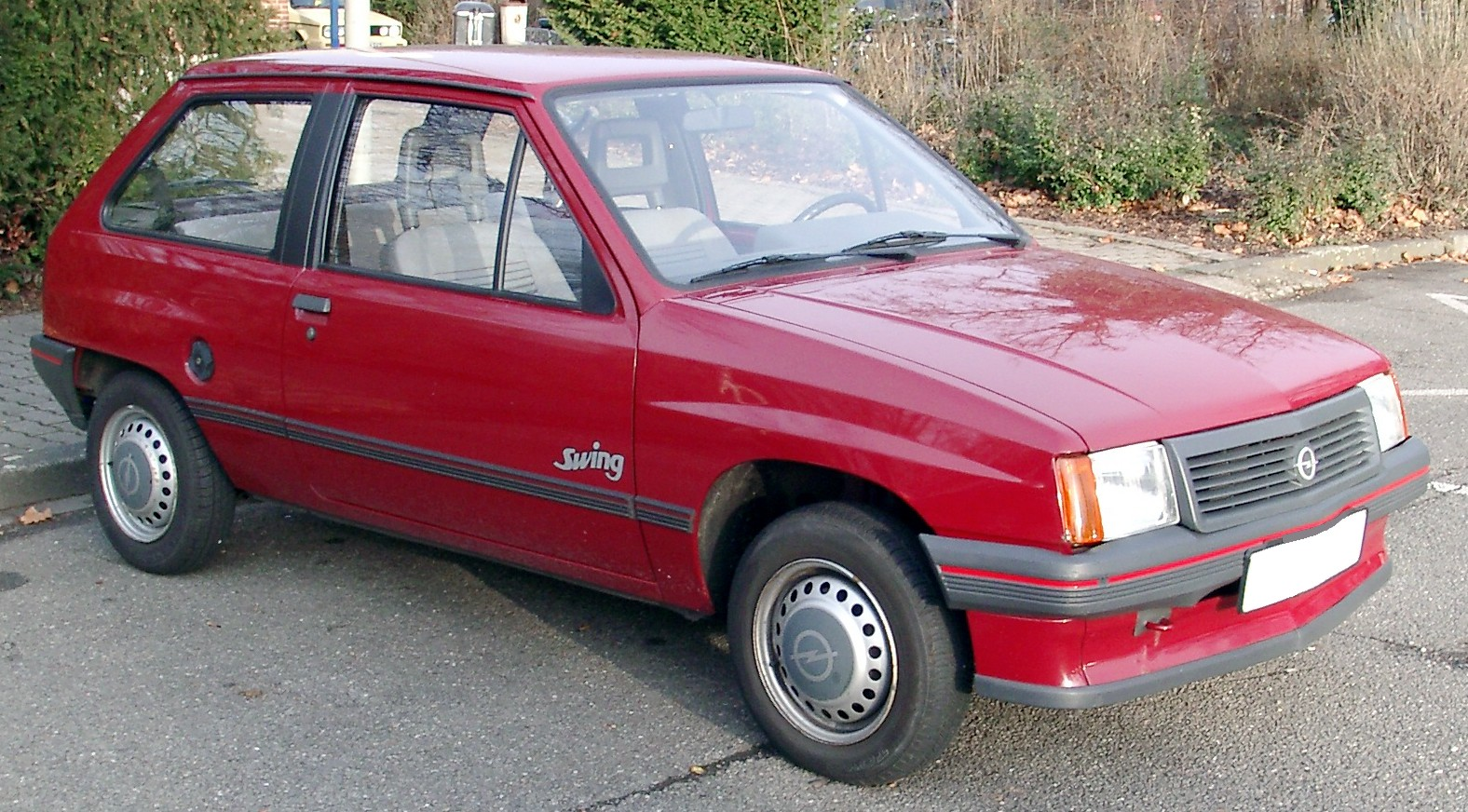
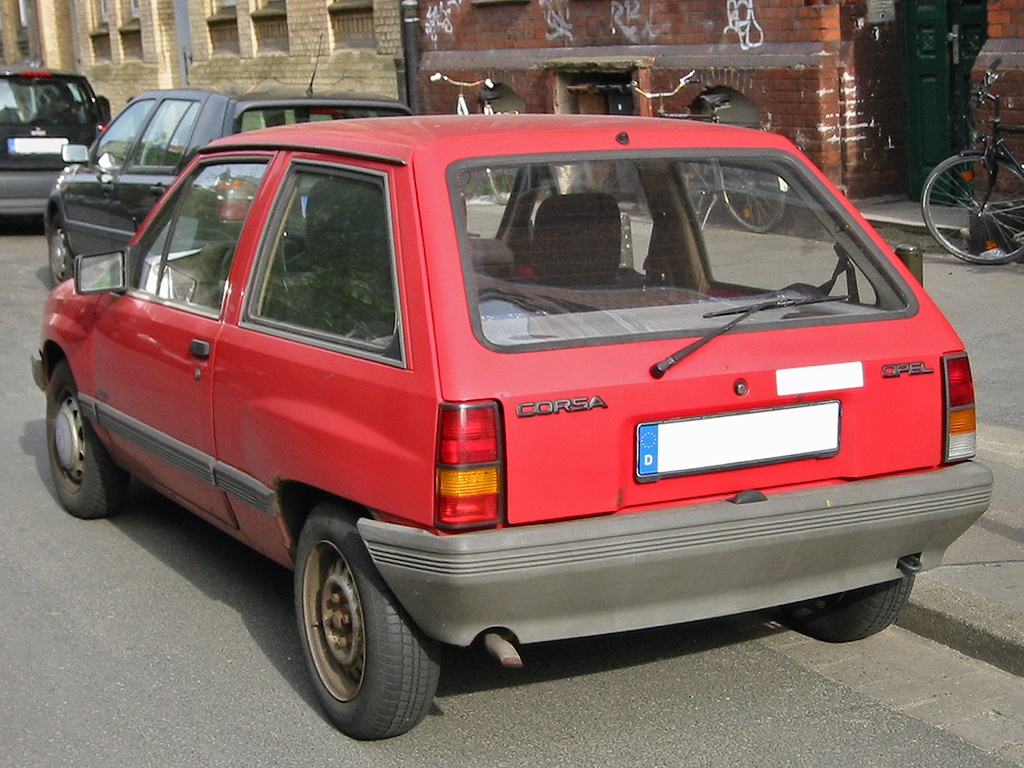

### Vauxhall Nova
A Corsa A-t 1983 áprilisa és 1993 márciusa között csak az Egyesült Királyságban nevezték át Vauxhall Nova névre, mivel az Ír Köztársaságban úgy döntöttek, hogy a Vauxhall márkát teljesen megszüntetik az Opel javára. ( A "Nova" egy védjegy, amelyet a GM már használt Észak-Amerikában). Hatékonyan felváltotta az elöregedett Chevette-et , amelynek gyártását 1984 januárjában fejezték be. Nagy-Britanniában csaknem 500 000 Novát adtak el a következő tíz évben, de 2016 februárjában már csak 1757 darab volt forgalomban.  Legjobb évében, 1989-ben ez volt Nagy-Britannia hetedik legkelendőbb autója, több mint 70 000 eladásával. Az összes Nova modellt Spanyolországban gyártották, az Egyesült Királyság első vásárlói pedig 1983 áprilisában vették át autóikat. Ezzel a Vauxhallnak nagyon szükséges modern versenytársa volt az Egyesült Királyság szupermini piacán, mivel a Chevette idősebb volt, mint a többség. fő versenytársai közül a Ford Fiestából és az Austin Metroból állt . Az 1990 végi arculatváltással megérkezett egy kis furgon verzió, a Vauxhall Nova Van. 
Az Egyesült Királyságban az eladások egészen a végéig erősek voltak, de amikor az utolsó Nova 1993 elején megépült, már nagyon elavultnak tűnt a modernebb riválisokhoz, például a Peugeot 106- hoz és a Renault Clio-hoz képest . [ idézet szükséges ] A Vauxhall 1993-ban elvetette a Nova nevet, amikor az Opel Corsa B debütált, majd a későbbi modelleket Vauxhall Corsa néven értékesítették. Ez volt a második Vauxhall, amely ugyanazt a modellnevet vette fel, mint az Opel változat, az első a Senator .
Egy 1986-os televíziós reklámban Ritchie Valens " La Bamba " című slágere szerepelt a háttérben, és CGI-t használtak arra, hogy egy Nova áthaladjon a járműveken egy forgalmas városban. Egy másik, 1990-es hirdetésben egy Nova volt a kedvence, a CGI lehetővé tette, hogy átugorjon a forgalmi dugón, és rövid időre hotrodot játsszon, miközben megállt a közlekedési lámpáknál. A végén a Wacky Races előtt tisztelegve a Nova úgy nevet, mint Muttley .  Ebben a hirdetésben Angus Deayton szerepelt .

## Corsa B (1993–2000)
A Corsa B a második generáció. Németországban 1993-tól 2000-ig volt a piacon.

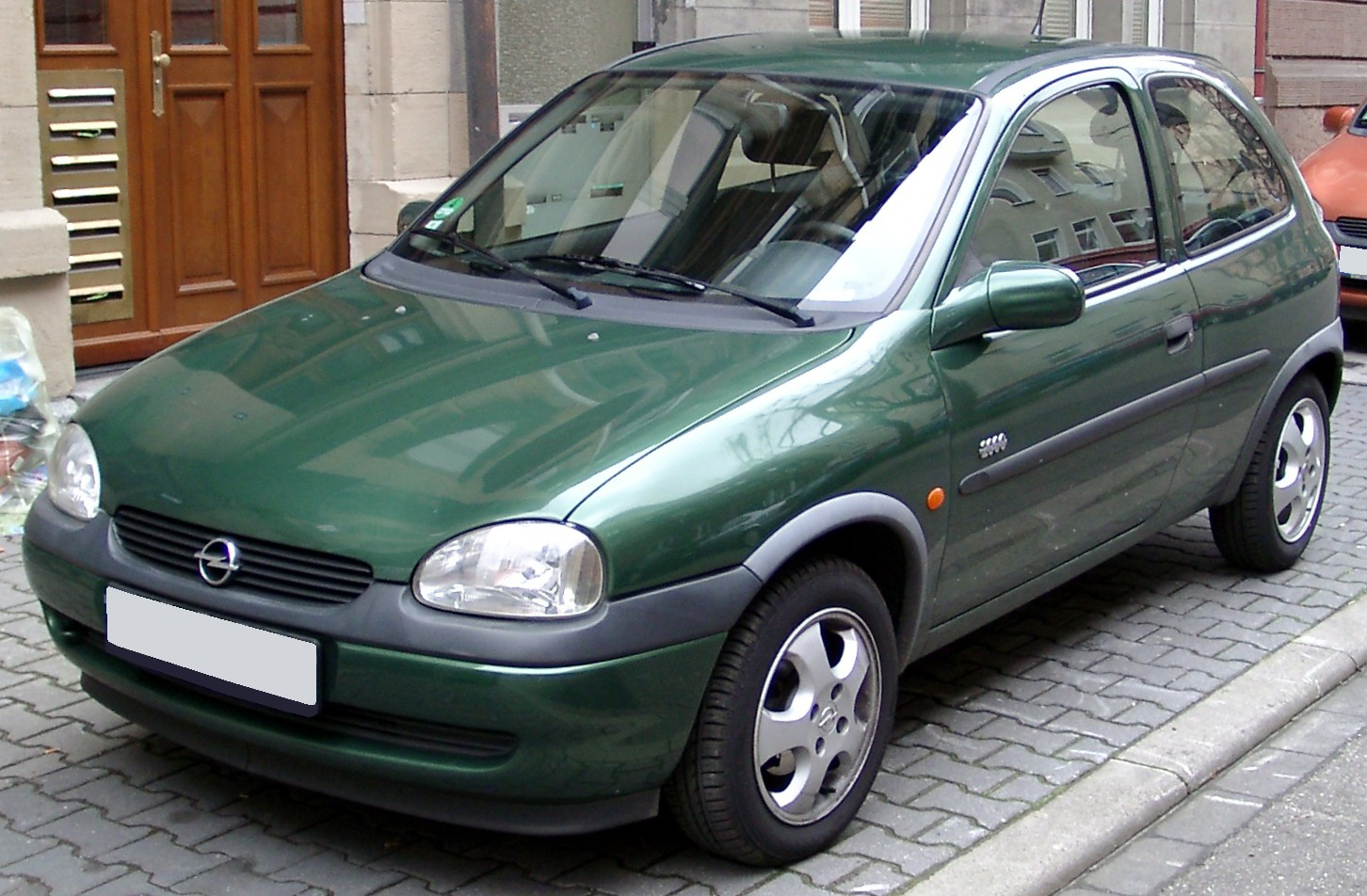
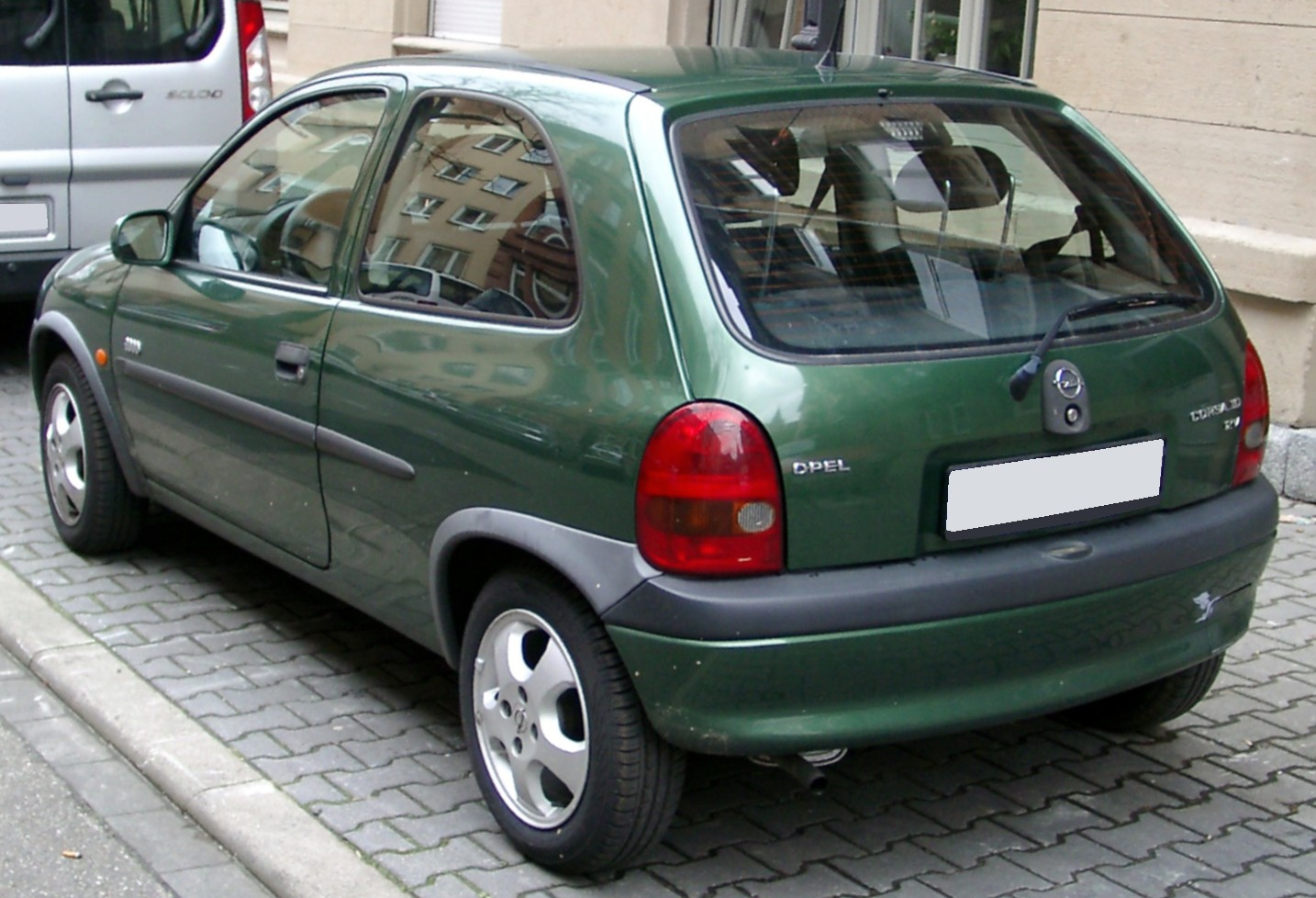
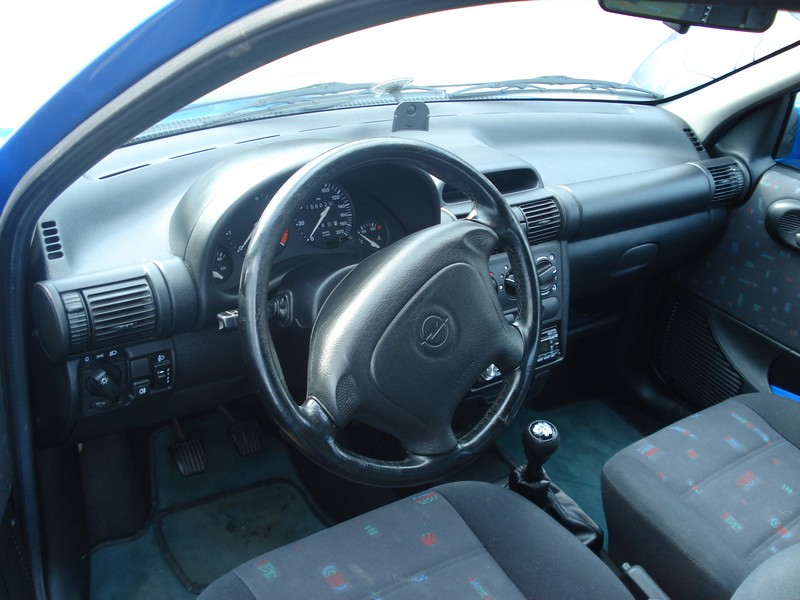

1993 áprilisában a Corsa B-t az Egyesült Királyságban mutatták be. A Vauxhall elvetette a Nova nevet, az autót mostantól Corsa néven ismerik.  1994 májusában a Holden piacra dobta Ausztráliában Barina néven , leváltva a Suzuki Swift ezen a néven árult változatát .  Ez sikeresnek bizonyult, és ez volt az első spanyol gyártású autó, amelyet jelentős mennyiségben adtak el az ausztrál piacon. 
A korábbi modellel ellentétben az európai piacra nem készült limuzin változat, hanem Brazíliában a latin-amerikai piacra terveztek egyet, mivel ott sokkal jobban kedvelték a limuzinokat, mint a ferdehátúakat. Ezt Dél-Afrikában és Indiában is bevezették. Egy kombi, kisteherautó és kisteherautó is bemutatkozott, az ausztrál piacra pedig egy kabrió változat is készült Holden Barina Cabrio néven.  tervezte a GM Brasil Studiosban São Caetano do Sulban .
Olaszország volt az egyetlen európai ország, ahol az argentin gyártású kocsiváltozatot kínálták, ami azt jelentette, hogy az olasz importőrnek kellett állnia a homologizáció teljes költségét.  Olaszországban a kocsit 1,4 literes 16 szelepes benzinmotorral vagy 1,7 literes szívódízellel kínálták. A Corsa egy kis kupét is szült, az Opel Tigra nevet .
A négyhengeres teljesítmény 1,2, 1,4 és 1,6 literes, 1-es családba tartozó benzinmotorokból, valamint egy gazdaságos, 1,5 literes turbódízel motorból származott . A legtöbb autó ötfokozatú kézi sebességváltót kapott, bár egyes motorokhoz négysebességes automata is volt. Az első években négysebességes manuális is elérhető volt a legkisebb, 1,2 literes motorhoz kapcsolva. 
Az 1,0 literes háromhengeres és az 1,2 literes négyhengeres család 0 gazdaságos változata 1997-ben jelent meg, és Lotusra hangolt felfüggesztést, valamint külső frissítést adtak hozzá. 
A limuzint Latin-Amerikában Chevrolet Corsa Classic néven építették és árulták 2010-ig, amikor is 2005-ben lecserélték a korábban Kínában kiadott Buick Sail modellre. A brazil piacra bevezetett olcsó változat, a Chevrolet Celta karosszériája az 1990-es évek végi Vectrára és Astrára emlékeztet . A Celtát egy bizonyos ideig Suzuki Fun néven árulták Argentínában.
2011-ben a General Motors abbahagyta a Suzuki képviseletét Argentínában, így a Celta Chevrolet márkanév alatt visszatért eredeti nevéhez. Az argentin gyártás 1997 szeptemberében kezdődött, ahol 1978 óta ez volt az első helyben gyártott Chevrolet személyautó.

## Corsa C (2000–2013)
A Corsa C a harmadik generáció. Németországban 2000-től 2006-ig volt a piacon.

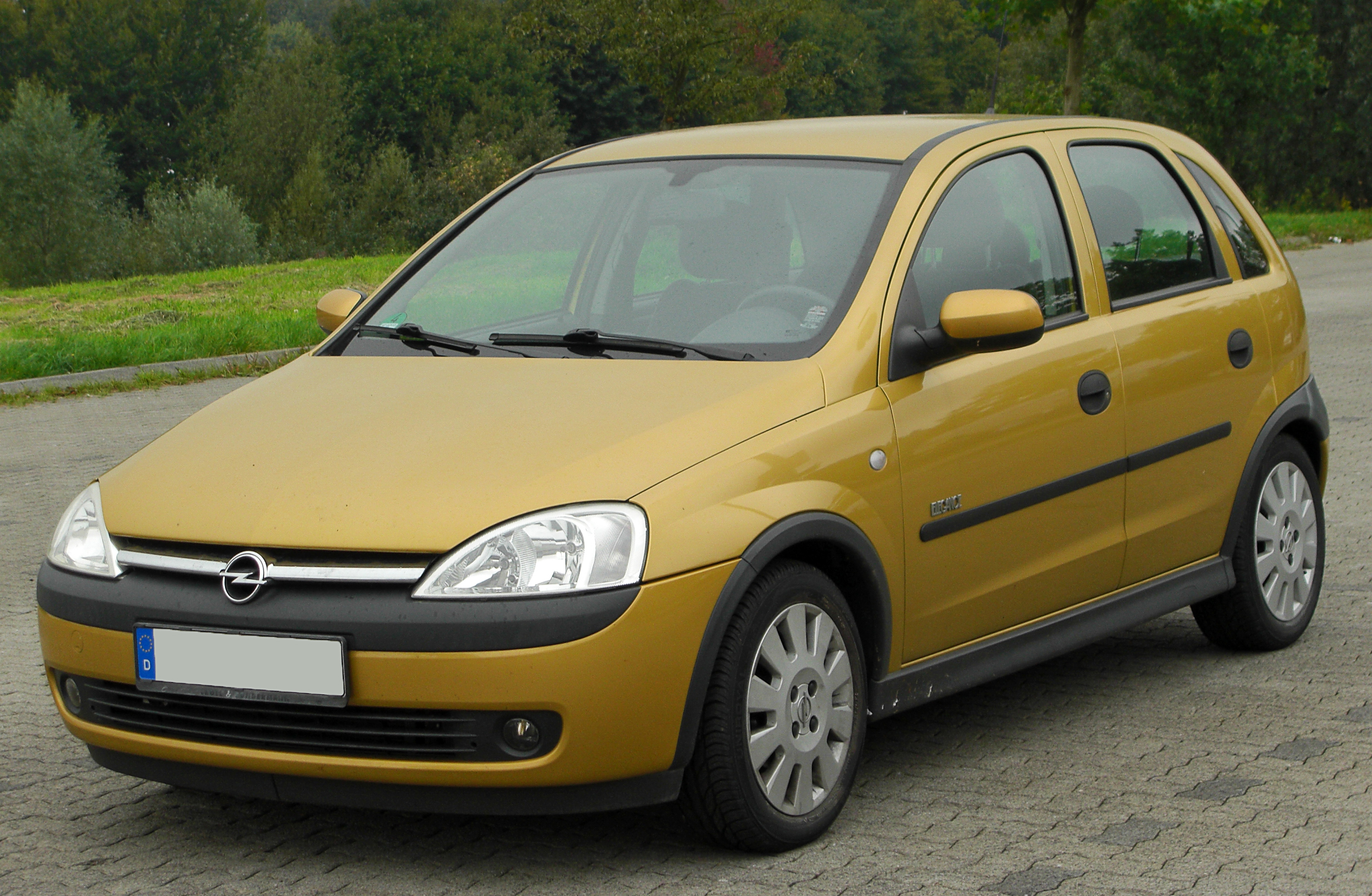
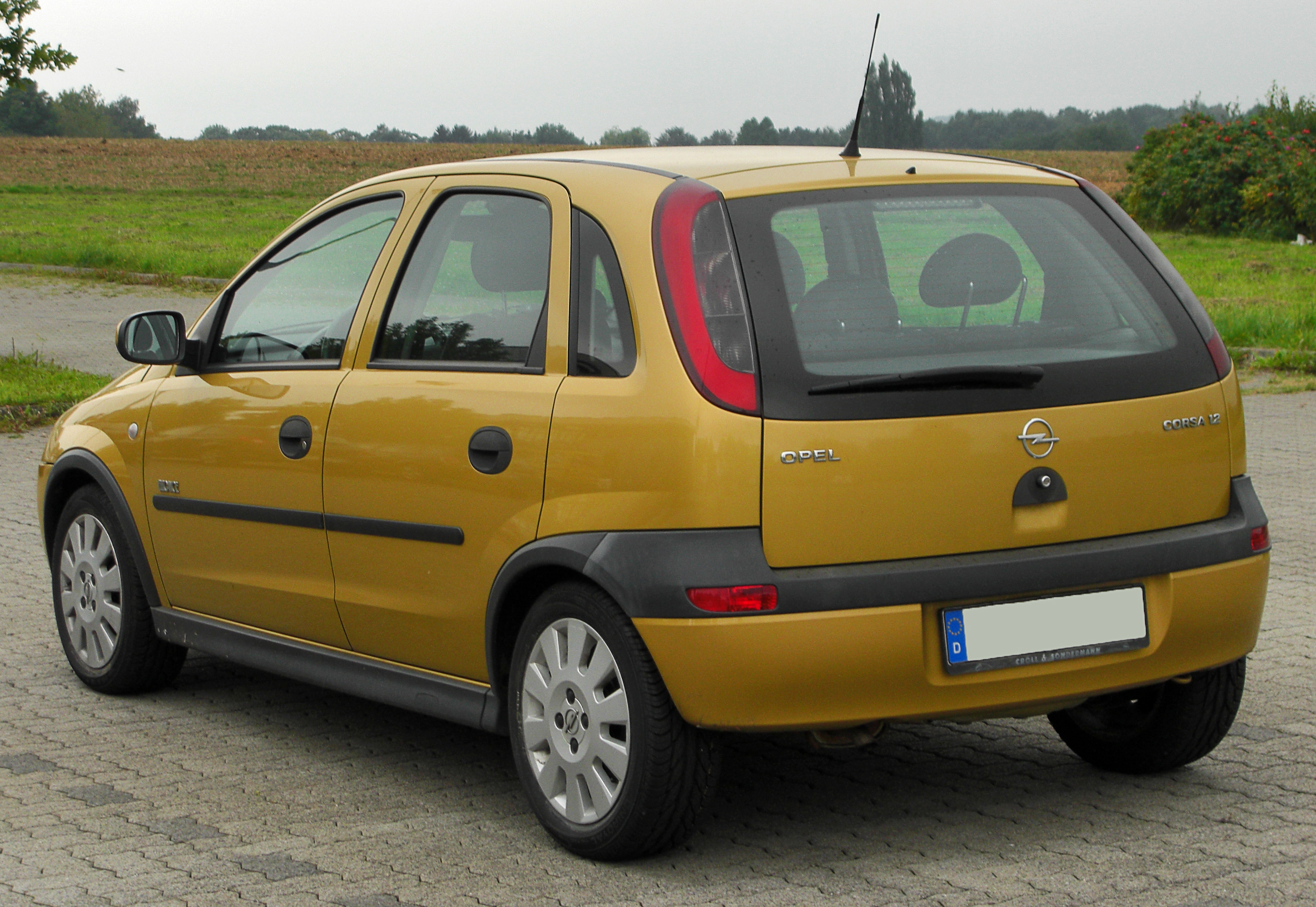
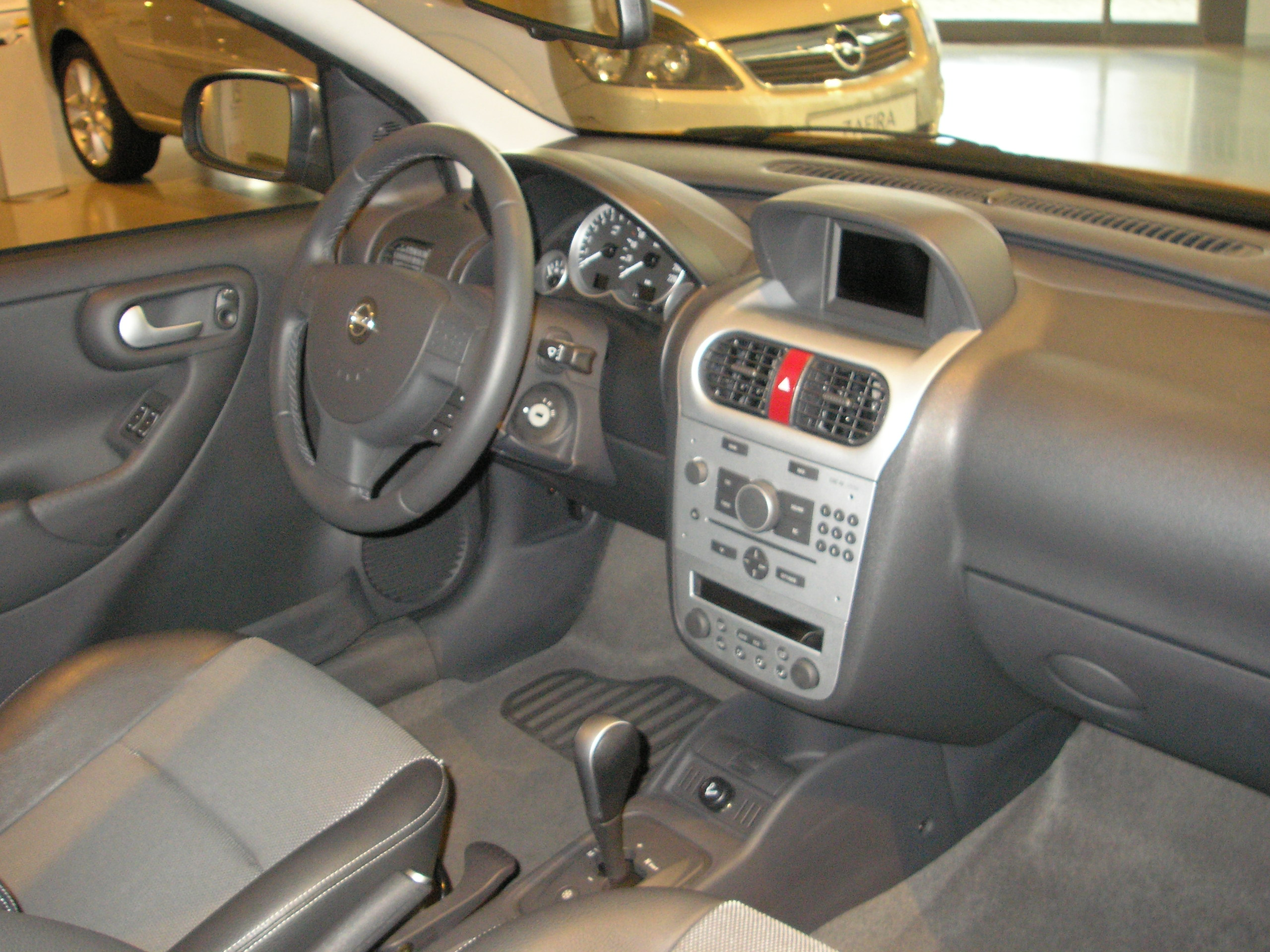

A Corsa C-t 1999-ben leplezték le, majd 2000 októberében érkezett meg az európai piacra. 2003 augusztusában frissítették. A General Motors bevezette számára az új Gamma nevű padlólemezt, amelyet több másik típusra is használni kívánt. Latin-Amerikában, Dél-Afrikában és a Közel-Keleten lépcsőshátú változat is kapható volt. Brazíliában konzervatívabb volt az autó elejének formaterve.
Brazíliában platós kisteherautóként is árusították Chevrolet Montana (néhány helyen Tornado) néven. Dél-Afrikában a ferde hátút The New Corsának, a pickupot Corsa Utilitynek hívták. Dél-Afrikában 2007-ben fejeződött be a Corsa C szedán gyártása. A ferde hátú változat eleje megegyezik a latin-amerikai modell, valamint a pickup és a limuzin elejével. 
Szívó benzinmotorok, amelyekkel rendelni lehetett az autót 2000-től 2003-ig:
- 1.0 12V (58 LE)
- 1.2 16V (75 LE)
- 1.4 16V (90 LE)
- 1.8 16V (125 LE)

Dízelmotorok, amelyekkel rendelni lehetett az autót 2000-től 2003-ig:
- 1.7 DI (65 LE, szívódízel)
- 1,7 DTI (75 LE, turbódízel)

2003-tól új motorok 2013-ig:
- 1,3 CDTI (70 LE)
- 1.7 CDTI (100 LE)
- 1.9 CDTI (90 LE)

## Corsa D (2006–2015)
A Corsa D a negyedik generáció. Németországban 2006-tól 2015-ig volt a piacon. 2011-ben ráncfelvarráson esett át.

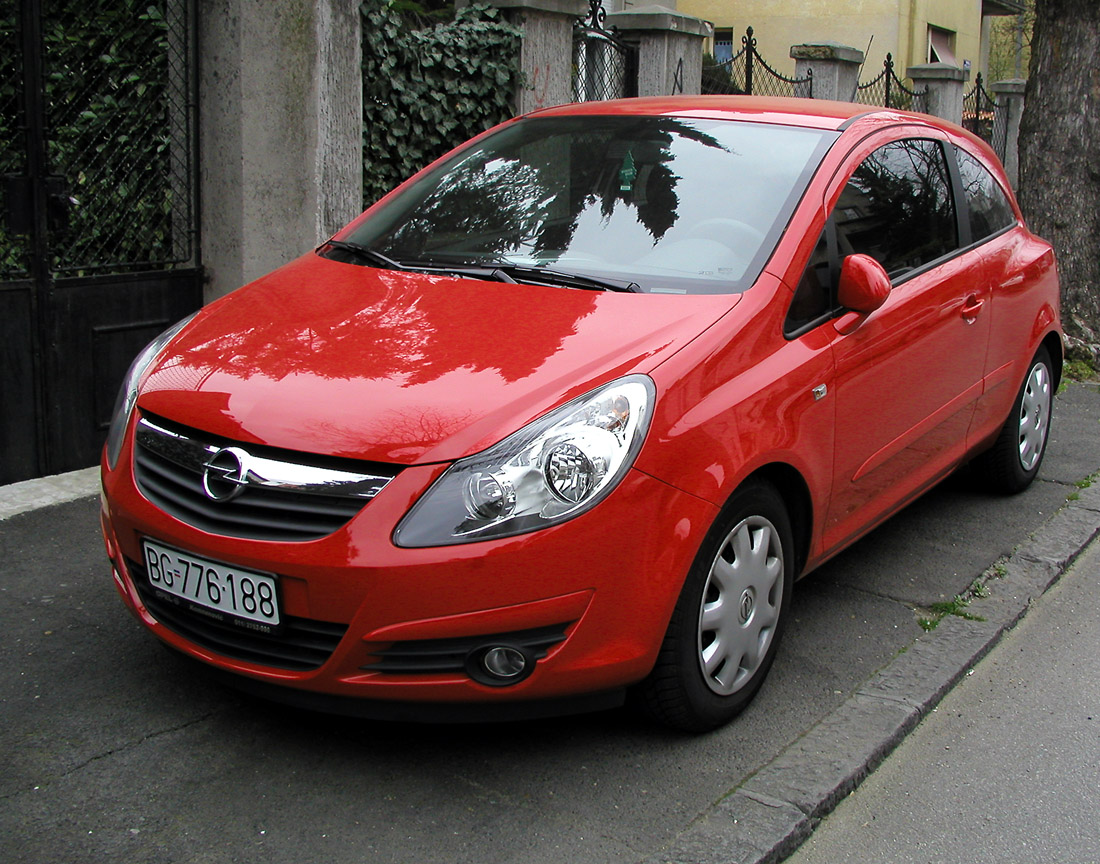
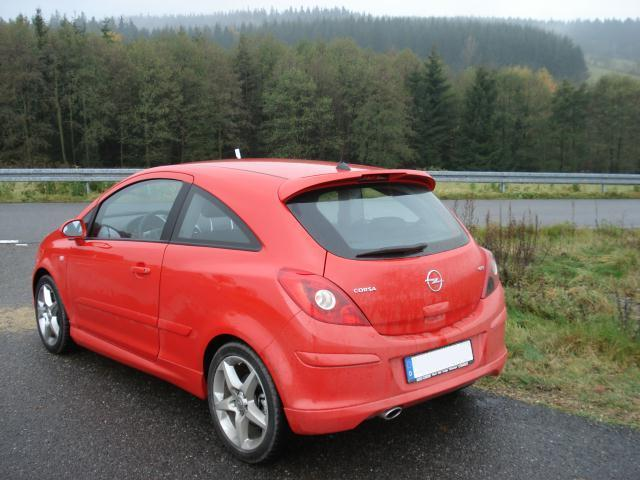
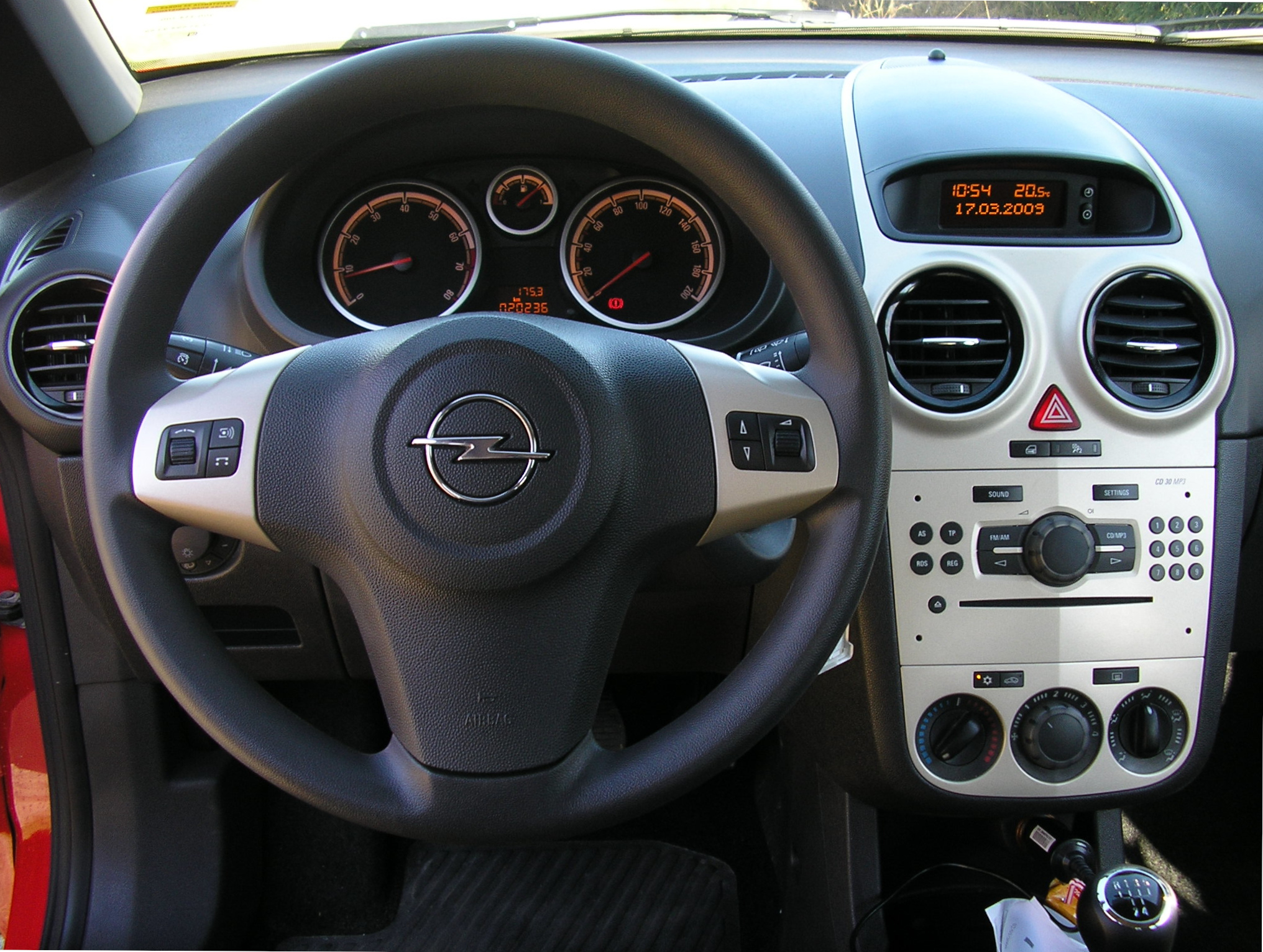

Benzinmotorok, amelyekkel rendelni lehetett az autót 2006-tól 2014-ig:
1.0 benzin 16V (60 LE) Motorkód: Z10XEP
1.0 benzin 16V (65 LE) Motorkód: A10XEP
1.2 benzin 16V (70 LE) Motorkód: Z12XEP
1.2 benzin 16V (80 LE) Motorkód: A12XEL
1.2 benzin 16V (86 LE) Motorkód: A12XER
1.4 Benzin: 1.4 benzin 16V (87 LE) Motorkód: Z14XEP
1.4 benzin 16V (90 LE) Motorkód: A14XEL
1.4 benzin 16V (101 LE) Motorkód: A14XER
1.4 benzin 16V (120 LE) Motorkód: A14NEL
1.6 Benzin: 1.6 benzin 16V (150 LE) Motorkód: Z16LEL
1.6 benzin 16V (150 LE) Motorkód: A16LEL
1.6 benzin 16V (192 LE) Motorkód: Z16LER
1.6 benzin 16V (192 LE) Motorkód: A16LER
1.6 benzin 16V (211 LE) Motorkód: A16LES
Dízelmotorok, amelyekkel rendelni lehetett az autót 2006-tól 2014-ig:
1.3 dízel 16V (75 LE) Motorkód: Z13DTJ
1.3 dízel 16V (75 LE) Motorkód: A13DTC
1.3 dízel 16V (90 LE) Motorkód: Z13DTH
1.3 dízel 16V (95 LE) Motorkód: Z13DTE
1.3 dízel 16V (95 LE) Motorkód: A13DTE
1.3 dízel 16V (95 LE) Motorkód: A13DTR
1.7 Dízel:
1.7 dízel 16V (125 LE) Motorkód: Z17DTR
1.7 dízel 16V (131 LE) Motorkód: A17DTS

## Corsa E (2015–2019)
A Corsa E az ötödik generáció. Németországban 2015-től 2019-ig volt a piacon.

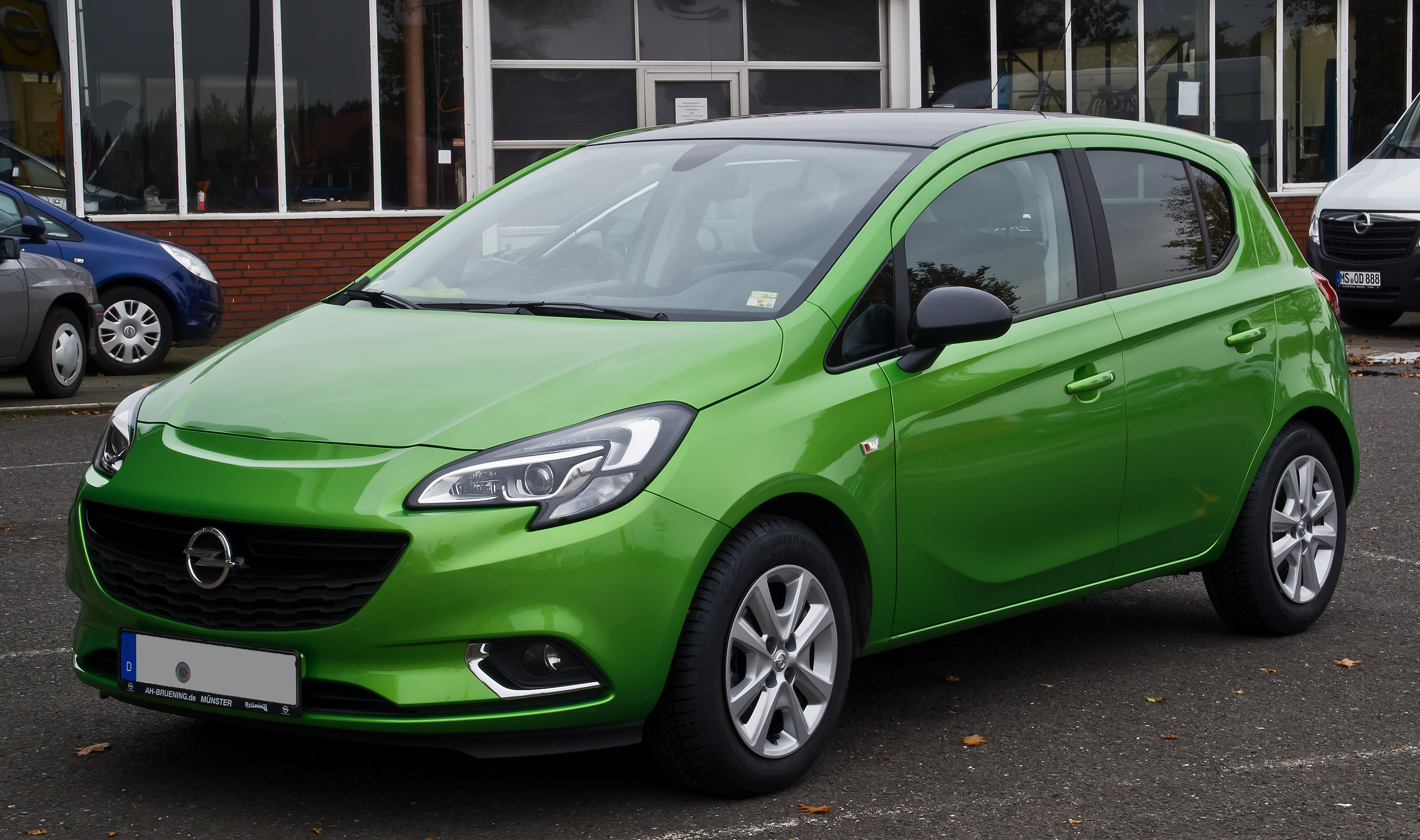
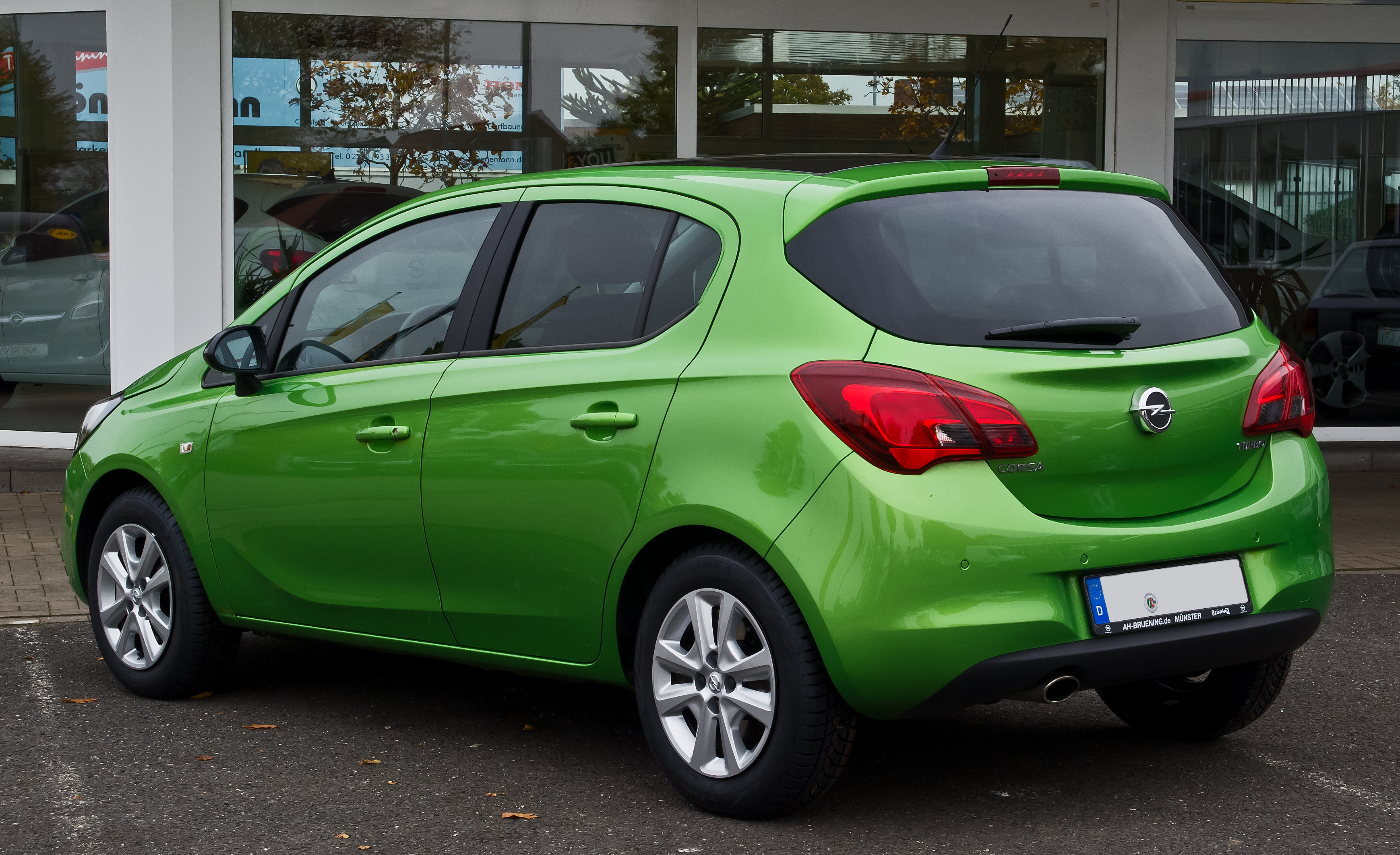
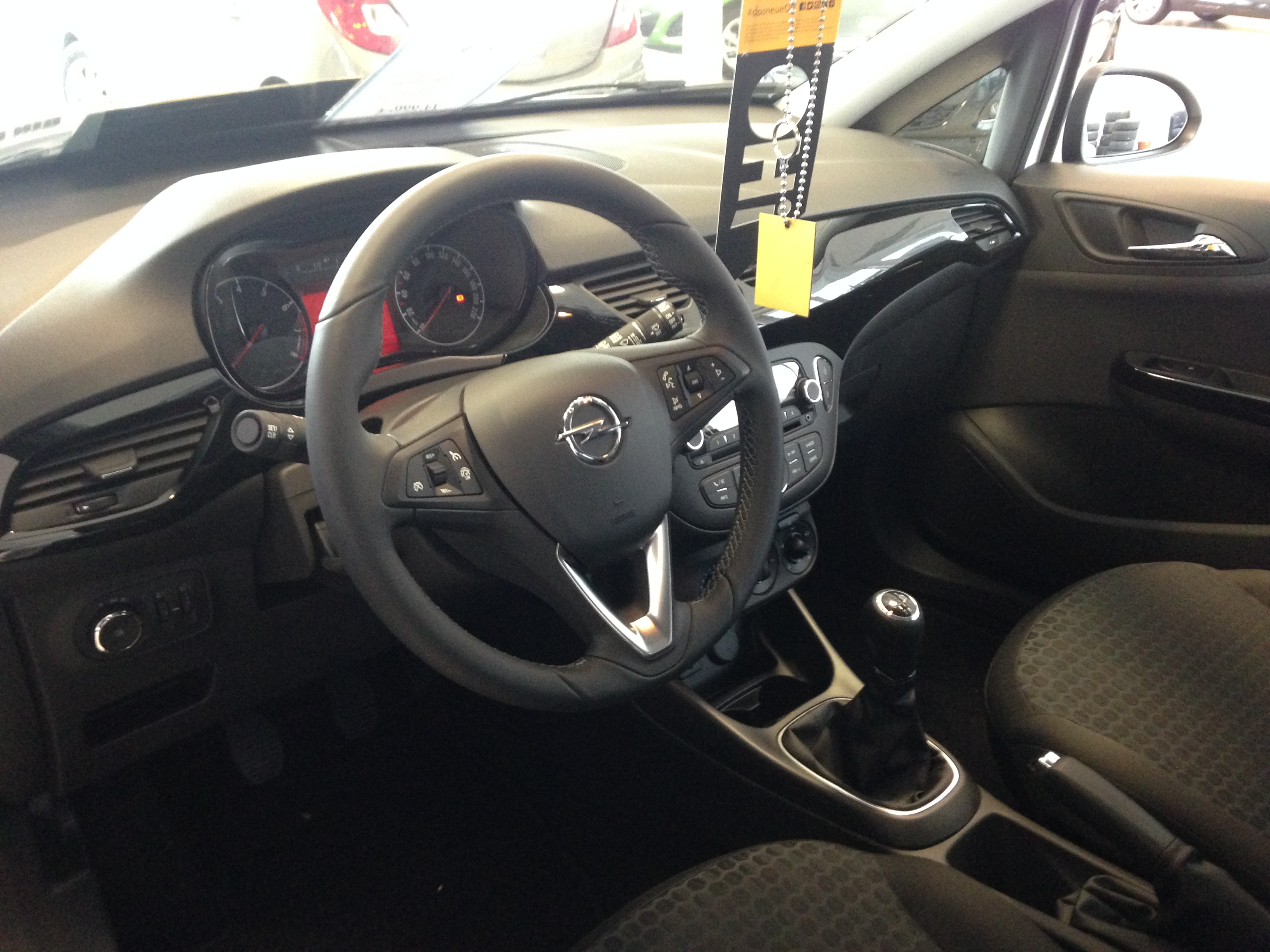

Bár az Opel új generációként mutatta be, tetejében, ajtóiban, padlólemezében is a D változat vonásait viszi tovább. Az elejét külsőre teljesen átalakították, az Adamra emlékeztető lámpákkal és formákkal ruházták fel. Megjelent a turbóváltozat, és eltűnt minden modellből az ötsebességes váltó.

## Corsa F (2019-től)
A Corsa F a hatodik generáció. Németországban 2019-től van a piacon.

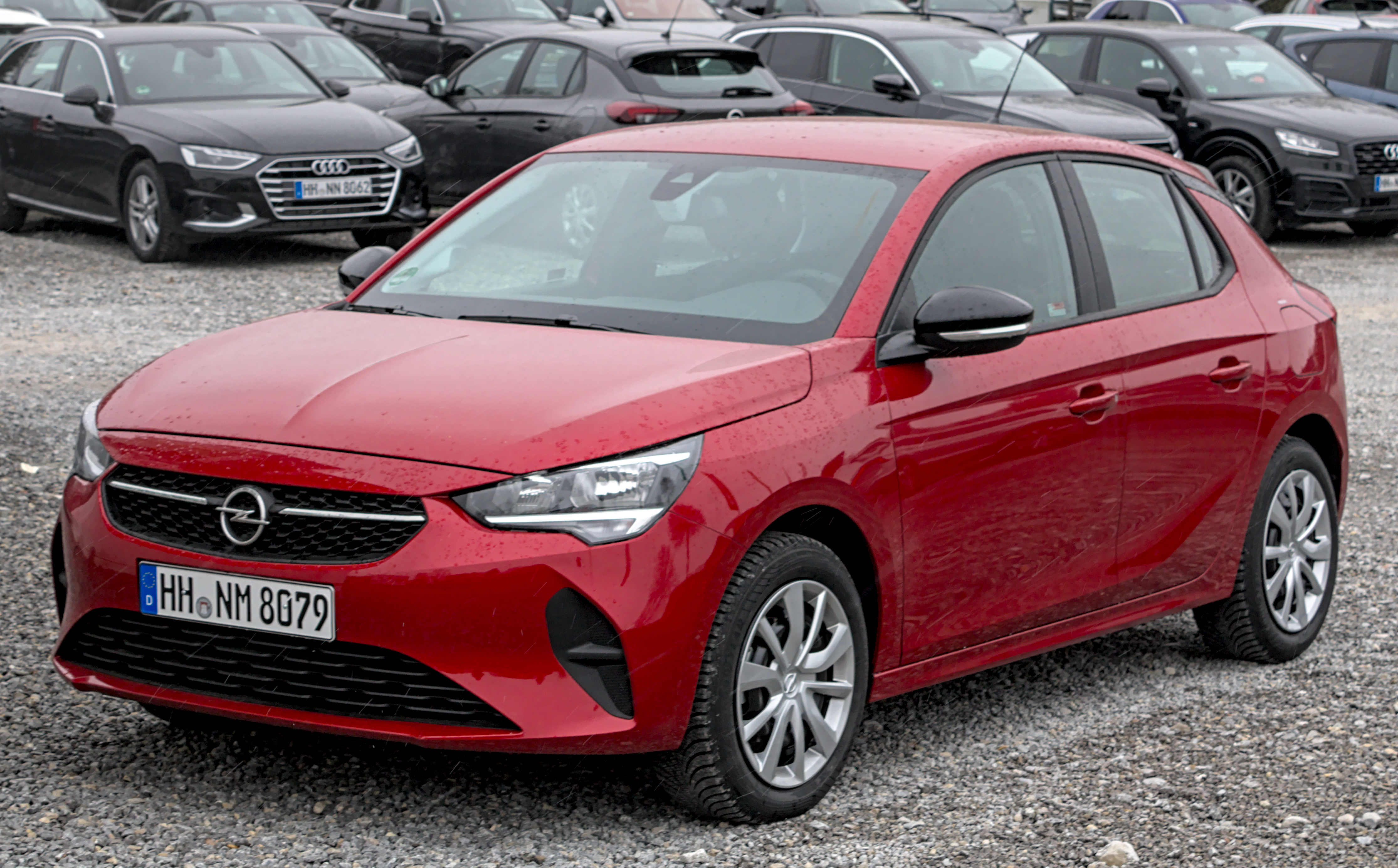
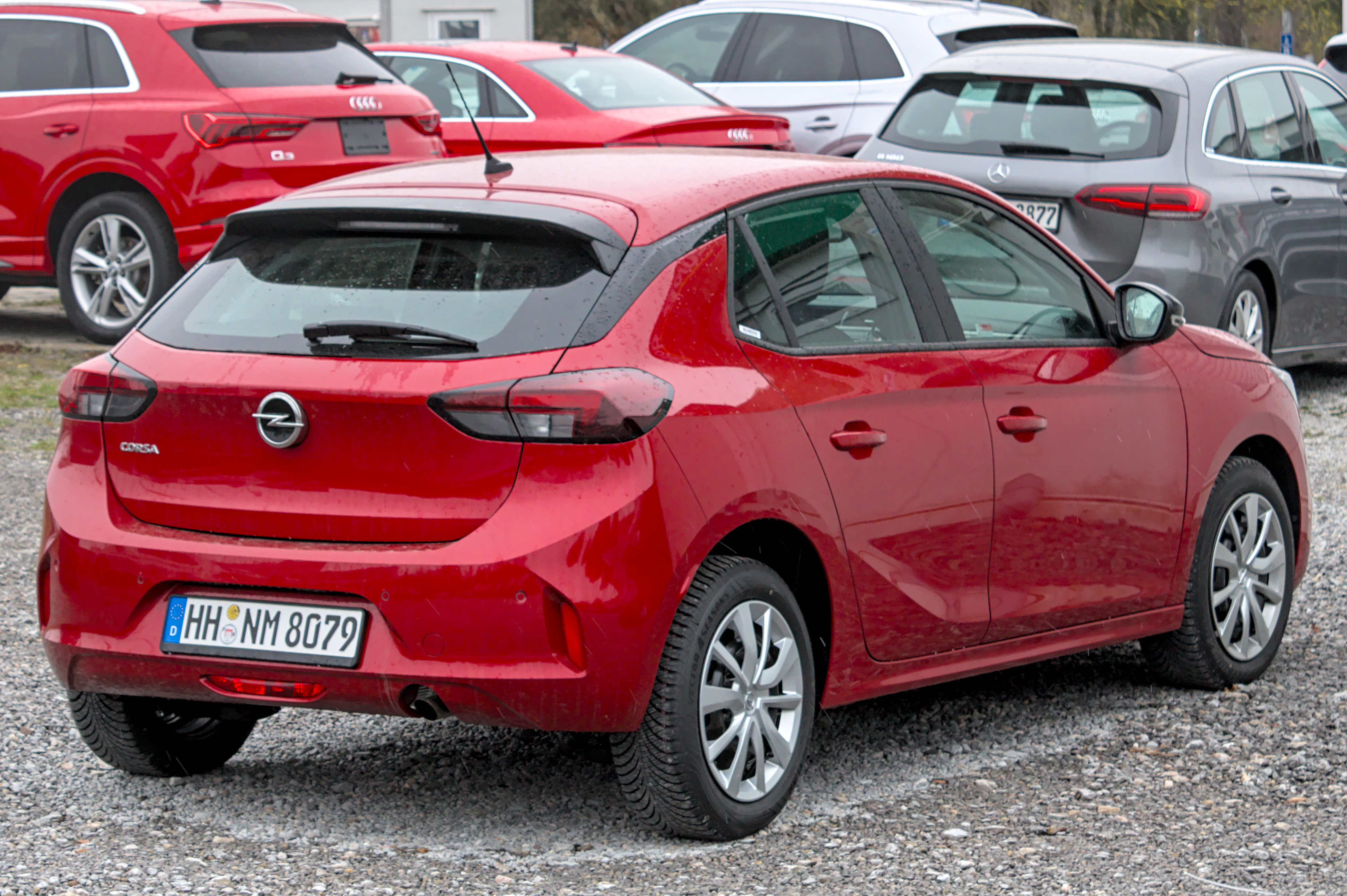
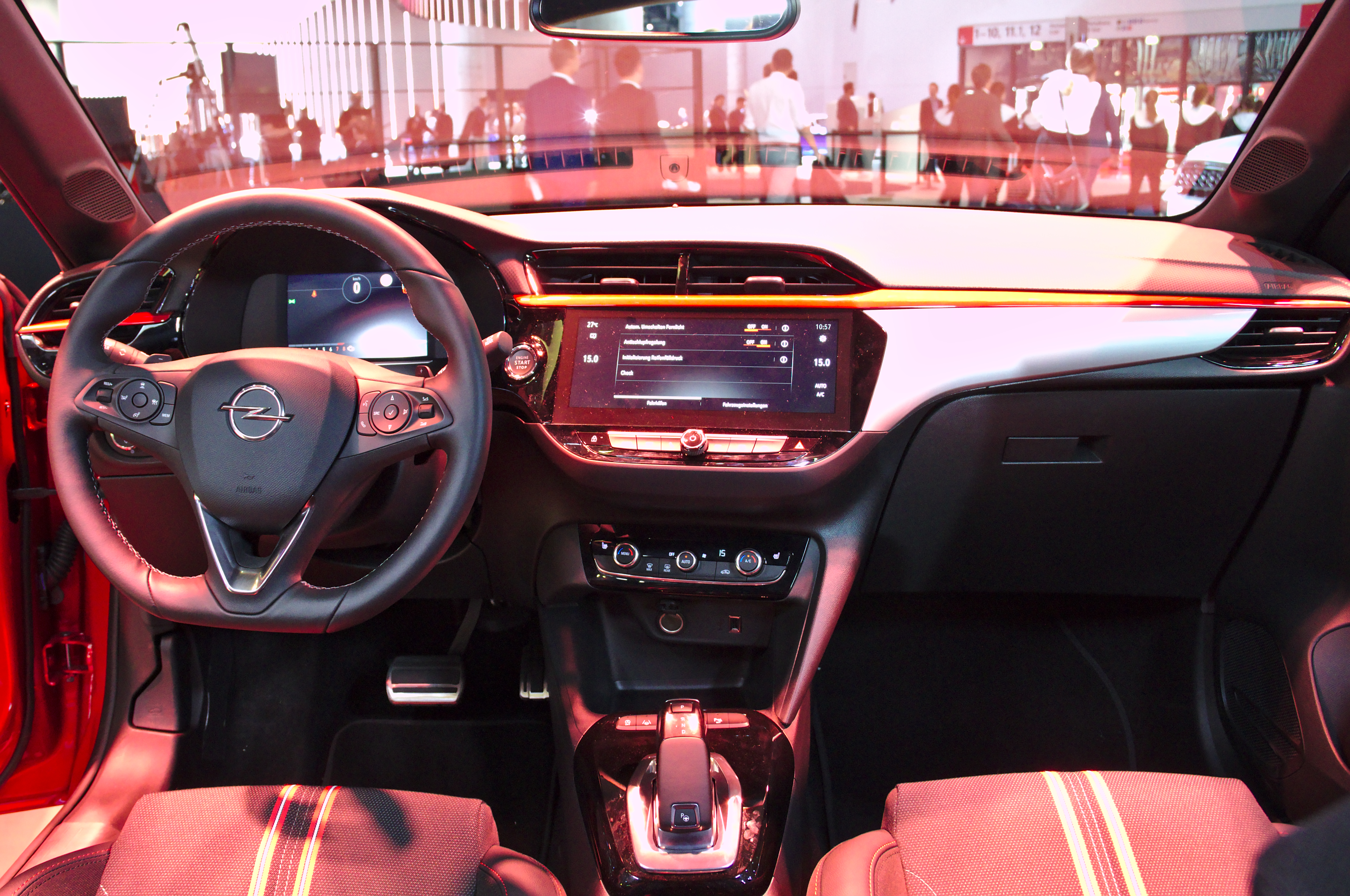

## A Corsa gumiabroncsai
A Corsára való gumiabroncsok a modelltől függően 145 80 R13 75 T – 215 45 R17 87 V között helyezkednek el, ez utóbbi a 150 lóerős 1,6 turbóra fér fel. A Corsákra gyárilag nem szerelnek fel lépcsőzetes abroncsokat, így az azokban ajánlott gumiabroncs-nyomás mind a négy kerékre 1,7-től 2,7 barig terjedhet, attól függően, melyik modellről van szó.

## Fordítás
Ez a szócikk részben vagy egészben  az   Opel Corsa című angol Wikipédia-szócikk ezen változatának fordításán alapul.  Az eredeti cikk szerkesztőit annak laptörténete sorolja fel. Ez a jelzés csupán a megfogalmazás eredetét és a szerzői jogokat jelzi, nem szolgál a cikkben szereplő információk forrásmegjelöléseként.